# Sarwodadi (Pejawaran)
Sarwodadi is een bestuurslaag in het regentschap Banjarnegara van de provincie Midden-Java, Indonesië. Sarwodadi telt 1817 inwoners (volkstelling 2010).